# Producteur de télévision
 (février 2022).
Si vous disposez d'ouvrages ou d'articles de référence ou si vous connaissez des sites web de qualité traitant du thème abordé ici, merci de compléter l'article en donnant les références utiles à sa vérifiabilité et en les liant à la section « Notes et références ».
Le producteur de télévision est la personne qui coordonne et contrôle tous les aspects de la production d'une émission de télévision ou d'un téléfilm. Cela va du développement de l'idée, au choix des auteurs, acteurs/animateurs et du réalisateur.

## Présentation
Le producteur gère les rapports avec le diffuseur (chaîne de télévision), négocie avec eux les budgets et tous les aspects de la production dont il est le garant.
Le mot producteur désigne des fonctions très différentes selon les pays mais aussi selon la catégorie de producteur (producteur délégué ou producteur exécutif). Un producteur ne travaille jamais seul, sauf sur des productions modestes en matière de budget.
En télévision, on distingue deux types de productions : les programmes de flux, diffusables une seule fois, comme un journal télévisé ou un jeu (bien que des jeux soient parfois rediffusés comme sur JET), et les programmes de stock, multidiffusables longtemps, comme un téléfilm ou un documentaire.
Le producteur de téléfilm s'apparente plus à un producteur de cinéma qu'un producteur de jeux télévisé ou de talk shows.
Pour la loi française : « Le producteur de l'œuvre audiovisuelle est la personne physique ou morale qui prend l’initiative et la responsabilité de la réalisation de l’œuvre » - Code de la propriété intellectuelle (art.132-23).
Le producteur « prend personnellement ou partage solidairement l’initiative et la responsabilité financière, technique et artistique de la réalisation de l’œuvre et en garantit la bonne fin » - Décret n°2001-609 du 9 juillet 2001 (art.II-I-4°).

## Le rôle du producteur
Le producteur peut être le maître d'ouvrage (responsabilité financière) et/ou le maître d’œuvre (responsabilité artistique). Ses tâches principales sont :
- de piloter la conception du projet ;
- d'en étudier la faisabilité ;
- de concevoir le montage financier, en recherchant des financements (partenaires, aides…) ;
- de mettre en œuvre les ressources créatives, humaines, financières et techniques nécessaires à sa fabrication ;
- d'établir et de faire respecter l'agenda de la fabrication ;
- de le livrer à la chaîne en temps et en heure et de s'assurer de sa conformité tant technique que juridique en respectant les règles du C.S.A. (comme la publicité clandestine par exemple).

## Développement d'un projet
Néanmoins, il arrive assez souvent que des auteurs ou scénaristes soient véritablement à l'origine des projets. Ceux-ci iront donc proposer leurs sujets ou concepts d'émissions à des directeurs de chaînes, répartis en plusieurs pôles d'activités : jeux, divertissements, fictions, documentaires, journaux télévisés, etc.
La chaîne donnera alors son accord de diffusion et le producteur pourra alors développer le projet avec les auteurs qui l'auront contacté, ou auprès d'une autre équipe.
À ce stade, il arrive que la chaîne accorde une convention d'écriture qui permettra au producteur d'assumer les premiers frais de développement. Mais ces aides ne sont ni régulières ni obligatoires.
Un bon producteur saura jongler avec dextérité entre les projets pré-financés et ceux pour lesquels il prend des risques.
Pour les petites maisons de production, la tâche est plus ardue car ils ont peu accès aux cases de diffusion qui sont attribuées pour la plupart aux mêmes sociétés de production.
Il peut aussi arriver qu'un projet soit retenu par une chaîne mais non poursuivi après les premières phases de développement.